# XXI хищнически легион
XXI хищнически легион (на латински: Legio XXI Rapax) (21 легион) е легион на римската армия. Неговият знак е козирог (Capricornus).
Легионът е основан вероятно през 31 пр.н.е. от Октавиан и участва за пръв път в Тараконска Испания, а след това в Реция с командир Друз през 16 – 15 пр.н.е.. От 15 пр.н.е. легионът е стациониран в Кастра Регина (днес Регенсбург) в провинция Реция.
Легионът взема участие през 6 г. в похода на Тиберий против маркоманите на Дунав. Походът е прекъснат заради въстание в Панония и легионът участва в неговото потушаване.
Legio XXI Rapax е стациониран през 9 г. сл.н.e. в Аугсбург и още не е ясно дали играе някаква роля в областта северно от Алпите.
След загубата на три легиона в битката в Тевтобургската гора 21. легион е изпратен за заместник в Долна Германия и е стациониран заедно с Legio V Alaudae в двойния легионерски лагер Ветера (близо до днешен Ксантен).
През 14 г. участва в бунта във Ветера. Участва в походите на Германик. След завладяването на Британия римската армия е ново групирана и Legio XXI Rapax е изместен във Виндониса (днес Виндиш) в Горна Германия.
През гражданската война 69 г. легионът е част от войската на Вителий, но е изпратен от победителят в гражданската война Веспасиан да потуши батавското въстание. След това легионът е изместен в Бона (днешен Бон). През 83 г. е в лагер в Могонциакум (днес Майнц) заедно с XIIII Близначен легион.
През 89 г. помага на въстаналия управител на провинция Горна Германия Луций Антоний Сатурнин против Домициан и след това е изместен в Панония и в Долна Мизия.
Легионът е унищожен от сарматите през 92 г. на Среден Дунав.
В негова чест е издигнат Трофеят на Траян.